# Пантелеева, Марина Владимировна
Марина Владимировна Пантелеева (16 мая 1989, Липецк) — российская легкоатлетка, мастер спорта международного класса, призёр чемпионатов Европы. Многократный призёр чемпионатов России. Специализируется в беге на короткие дистанции.

## Карьера
В 2009 году выиграла первые соревнования — Первенство России среди молодёжи (87-89 годов рождения) в забеге на 100 метров. В этом же году в составе эстафетной четверки стала пятой на молодёжном чемпионате Европы. В 2011 году становится чемпионкой России среди молодёжи на стометровке. В 2014 году выигрывает серебряную и бронзовую награды на чемпионате России на дистанциях 60 и 100 метров соответственно. В июне 2014 на командном первенстве Европы в Германии выигрывает бронзовую награду в составе эстафетной сборной России, в августе добивается аналогичного результата на чемпионате Европы в Швейцарии.